# Víctor Muñoz
Víctor Muñoz Manrique (Saragoça, 15 de março de 1957) é um ex-futebolista espanhol e atualmente treinador.

## Carreira
Víctor Muñoz Manrique fez parte do elenco da Seleção Espanhola de Futebol da Eurocopa de 1984 e 1988, e a Copa do Mundo de 1986.

## Títulos

### Como jogador
Barcelona
- Recopa Europeia: 1982
- Copa da Liga Espanhola: 1983, 1986
- Copa da Espanha: 1983, 1988
- Supercopa da Espanha: 1983
- Campeonato Espanhol: 1985

Sampdoria
- Copa da Itália: 1989
- Recopa Europeia: 1990

### Como treinador
Real Zaragoza
- Copa da Espanha: 2004
- Supercopa da Espanha: 2004